# Baroncea
Baroncea est une commune du raïon de Drochia au nord de la Moldavie. En 2014, la population est de 1 530 habitants.

## Démographie
| Groupe ethnique      | Part    |
| -------------------- | ------- |
| Moldaves et Roumains | 24,31 % |
| Ukrainiens           | 71,24 % |
| Russes               | 3,4 %   |
| Roms                 | 1,05 %  |